# Agustín Calvo Galán
Agustín Calvo Galán (Barcelona, 1968 -) es poeta y narrador.

## Exposiciones
Por otro lado, ha participado en numerosas exposiciones colectivas con sus poemas visuales, además, ha realizado exposiciones en solitario: “Letras transformistas”, poemas visuales y collages, junio de 2003, Centre Cívic Drassanes (Barcelona), “Fotopoemas”, diciembre de 2006, La Vaquería (Tarragona), “Proyecto Desvelos”, abril de 2008, Sala Valentina (Barcelona), "Poemas y objetos" octubre de 2008, Ateneu Igualadí (Igualada, Barcelona), "Fotopoemas" julio de 2010, Centre Cívic Ca l'Herrero, Portbou (Girona), "Paisatges i poemes visual" abril de 2011, Biblioteca de Ripollet, "Ex!poesía'12" (Barakaldo, Bizkaia) octubre de 2012 y "10 años de poesía visual" junio de 2013, Centre Cívic Drassanes (Barcelona)